# Wesley Ruggles
Pour les articles homonymes, voir Ruggles.
Wesley Ruggles (né le 11 juin 1889 à Los Angeles, Californie et mort le 8 janvier 1972 à Santa Monica, Californie) est un réalisateur, acteur, producteur et scénariste américain.

## Biographie
Il est le frère de l'acteur Charles Ruggles.

## Filmographie

### Réalisateur

#### Années 1910
- 1917 : Bobby, Movie Director
- 1917 : For France
- 1917 : Bobby's Bravery
- 1917 : He Had to Camouflage
- 1918 : The Blind Adventure
- 1919 : The Winchester Woman

#### Années 1920
- 1919 : Piccadilly Jim (en)
- 1920 : Sooner or Later
- 1920 : The Desperate Hero
- 1920 : The Leopard Woman
- 1920 : Love
- 1921 : The Greater Claim (en)
- 1921 : Uncharted Seas
- 1921 : Over the Wire
- 1922 : Viviane (Wild Honey)
- 1922 : If I Were Queen
- 1923 : Un dépensier (en) (Mr. Billings Spends His Dime)
- 1923 : The Remittance Woman
- 1923 : L'Hallali conjugal (The Heart Raider)
- 1923 : Slippy McGee
- 1924 : La Comtesse Olenska (The Age of Innocence)
- 1925 : Welcome Granger
- 1925 : The Pacemakers
- 1925 : He Who Gets Rapped
- 1925 : Merton of the Goofies
- 1925 : The Great Decide
- 1925 : The Fast Male
- 1925 : The Covered Flagon
- 1925 : Madam Sans Gin
- 1925 : Three Bases East
- 1925 : The Merry Kiddo
- 1925 : What Price Gloria?
- 1925 : Barbara Snitches
- 1925 : Don Coo Coo
- 1925 : Miss Me Again
- 1925 : La Danseuse de Broadway (Broadway Lady)
- 1925 : Quand on a vingt ans (The Plastic Age)
- 1926 : California Here We Come
- 1926 : Hooked at the Altar
- 1926 : Amour et Rugby (The Kick-Off)
- 1926 : A Man of Quality
- 1926 : The Collegians
- 1926 : The Last Lap
- 1927 : Around the Bases
- 1927 : The Relay
- 1927 : The Cinder Path
- 1927 : Flashing Oars
- 1927 : Breaking Records
- 1927 : Méfiez-vous des veuves (Beware of Widows)
- 1927 : Compromettez-moi (Silk Stockings)
- 1928 : À propos de bottes (The Fourflusher)
- 1928 : Suzy soldat (Finders Keepers)
- 1929 : Scandale (Scandal)
- 1929 : Le Bateau des rêves (Port of Dreams)
- 1929 : Un soir (Street Girl)
- 1929 : Condamné (Condemned)

#### Années 1930
- 1930 : Honey
- 1931 : La Ruée vers l'Ouest (Cimarron)
- 1931 : Are These Our Children
- 1932 : Roar of the Dragon (en)
- 1932 : Un mauvais garçon (No Man of Her Own)
- 1933 : The Monkey's Paw
- 1933 : College Humor
- 1933 : Je ne suis pas un ange (I'm No Angel)
- 1934 : Bolero
- 1934 : Shoot the Works
- 1935 : Aller et Retour (The Gilded Lily)
- 1935 : Mississippi
- 1935 : Accent on Youth (en)
- 1935 : Je veux me marier (The Bride Comes Home)
- 1936 : Valiant Is the Word for Carrie
- 1937 : À Paris tous les trois (I Met Him in Paris)
- 1937 : La Folle Confession (True Confession)
- 1938 : Les Bébés turbulents (Sing You Sinners)
- 1939 : Invitation au bonheur (Invitation to Happiness)

#### Années 1940
- 1940 : Trop de maris (Too Many Husbands)
- 1940 : Arizona
- 1941 : Tu m'appartiens (You Belong to Me)
- 1942 : Je te retrouverai (Somewhere I'll Find You)
- 1943 : L'Amour travesti (Slightly Dangerous)
- 1944 : See Here, Private Hargrove
- 1946 : London folies (London Town)

### Acteur(filmographie partielle)
- 1915 : Le Sous-marin pirate (A Submarine Pirate) de Charles Avery et Syd Chaplin
- 1916 : Charlot brocanteur de Charles Chaplin

### Producteur
- 1929 : Street Girl
- 1930 : Le Démon de la mer (The Sea Bat)
- 1931 : La Ruée vers l'Ouest (Cimarron)
- 1935 : Je veux me marier (The Bride Comes Home)
- 1936 : Valiant Is the Word for Carrie
- 1937 : À Paris tous les trois (I Met Him in Paris)
- 1938 : Sing You Sinners
- 1939 : Invitation au bonheur (Invitation to Happiness)
- 1940 : Trop de maris (Too Many Husbands)
- 1940 : Arizona
- 1941 : Tu m'appartiens (You Belong to Me)
- 1946 : London folies (London Town)
- 1962 : Out of the Tiger's Mouth
- 1965 : The Incredible World of James Bond (TV)

## Distinctions
- Oscar du meilleur film en 1931 pour La Ruée vers l'Ouest.